# Rudolf Wagner-Régeny
Rudolf Wagner-Régeny (ur. 28 sierpnia 1903 w Reghin, zm. 18 września 1969 w Berlinie)
– niemiecki kompozytor rumuńskiego pochodzenia.

## Życiorys
Rudolf Wagner-Régeny pochodził z rodziny osadników saskich zamieszkałych od wielu pokoleń w Siedmiogrodzie. 
Już w dzieciństwie wykazywał uzdolnienia muzyczne. Studia muzyczne rozpoczął 1919 w Lipsku i kontynuował 1920–1923 w Berlinie. W latach 1923–1925 pracował jako korepetytor w berlińskiej Operze Ludowej (Volksoper). 
W latach 1926–1929 towarzyszył jako dyrygent i kompozytor grupie baletowej Węgra Rudolfa von Labana w tourneé przez Niemcy, Szwajcarię, Holandię i Austrię. W roku 1930 otrzymał obywatelstwo niemieckie. 
Od roku 1929 współpracował z librecistą Casparem Neherem. W tej współpracy powstały opery Der Günstling (Faworyt) według Victora Hugo (1935), Die Bürger von Calais (Mieszczanie z Calais) (1939) i Johanna Balk (1941).
Po II wojnie światowej został Wagner-Régeny rektorem Wyższej Szkoły Muzycznej w Rostocku (NRD), następnie profesorem kompozycji w Wyższej Szkole Muzycznej im. Hannsa Eislera w Berlinie i kierownikiem klasy mistrzowskiej w Akademii Sztuk NRD. Mieszkając w NRD utrzymywał ożywione kontakty z Niemcami Zachodnimi i Austrią, gdzie odbywały się prapremiery jego nowych dzieł. 
W twórczości unikał deklaracji po stronie awangardy muzycznej, dzięki czemu uniknął konfliktów z władzami III Rzeszy i NRD.
W roku 1955 otrzymał Nagrodę Państwową NRD.